# Kamışlıözü, Kadınhanı
Kamışlıözü là một xã thuộc huyện Kadınhanı, tỉnh Konya, Thổ Nhĩ Kỳ. Dân số thời điểm năm 2011 là 161 người.